# Ninase poolsaar
Ninase poolsaar (poolsaar = Halbinsel) ist eine Halbinsel auf der größten estnischen Insel Saaremaa im Kreis Saare. Die Halbinsel bildet die Grenze zwischen der Bucht Küdema laht und der Ostsee. Auf der Halbinsel liegen die Seen Soobkand und Säinaauk und die beiden Orte Ninase und Tagaranna. Auf der Halbinsel liegt der Hafen Saaremaa sadam. Im Inneren der Halbinsel erreicht sie eine Höhe von 19 Metern.